# Notas sobre un verano
Notas sobre un verano es una película de drama romántico española de 2023 dirigida por Diego Llorente.
La película fue seleccionada para competir en la sección oficial a la mejor película de la Competencia Internacional en la 24° edición del Buenos Aires Festival Internacional de Cine Independiente.

## Sinopsis
A Tiago, guía turístico, le han roto el corazón. Con su padre, un viejo marinero, y su hijo un melancólico turista brasileño a través de la derrota y el dolor.

## Premios y nominaciones
| Premio/Festival de Cine                                   | Fecha del evento                 | Categoría                                | Nominado              | Resultado | Ref.  |
| --------------------------------------------------------- | -------------------------------- | ---------------------------------------- | --------------------- | --------- | ----- |
| Buenos Aires Festival Internacional de Cine Independiente | 19 de abril al 1 de mayo de 2023 | Competencia internacional Mejor película | Notas sobre un verano | Pendiente | [ 2 ] |